# Хицина
Хицина (пол. Chycina, нім. Weißensee) — село в Польщі, у гміні Бледзев Мендзижецького повіту Любуського воєводства.
Населення — 128 осіб (2011).
У 1975-1998 роках село належало до Гожовського воєводства.

## Демографія
Демографічна структура станом на 31 березня 2011 року:
|          | Загалом | Допрацездатний вік | Працездатний вік | Постпрацездатний вік |
| -------- | ------- | ------------------ | ---------------- | -------------------- |
| Чоловіки | 64      | 16                 | 43               | 5                    |
| Жінки    | 64      | 13                 | 42               | 9                    |
| Разом    | 128     | 29                 | 85               | 14                   |